# EC 1.7.99
La EC 1.7.99 è una sotto-sottoclasse della classificazione EC relativa agli enzimi. Si tratta di una sottoclasse delle ossidoreduttasi che include enzimi Acting on other nitrogenous compounds as donors With other acceptors.

## Enzimi appartenenti alla sotto-sottoclasse
| numero EC   | nome accettato                 |
| ----------- | ------------------------------ |
| EC 1.7.99.1 | idrossilammina reduttasi       |
| EC 1.7.99.4 | nitrato reduttasi              |
| EC 1.7.99.6 | ossido nitroso reduttasi       |
| EC 1.7.99.7 | ossido nitrico reduttasi       |
| EC 1.7.99.8 | idrossilammina ossidoreduttasi |